# Омеленец
Омеленец (бел. Амелянец) — деревня в Каменецком районе Брестской области Белоруссии. Входит в состав Верховичского сельсовета, до 2012 года принадлежала Каленковичскому сельсовету. Население — 273 человека (2019).

## География
Омеленец находится в 23 км к северо-западу от города Каменец. В 4 км к северо-западу проходит граница с Польшей, деревня включена в приграничную зону с особым порядком посещения. Деревня соединена местными дорогами с окрестными деревнями Подбурье, Бобинка, Дубравцы. Омеленец стоит на левом берегу небольшой канализированной реки Сипурка (бассейн реки Лесная).

## История
Деревня основана около 1620 года как опорный пункт для охраны королевских владений в Беловежской пуще. Принадлежала Берестейскому повету Берестейского воеводства Великого княжества Литовского. Вероятно, уже в XVIII веке в деревне существовала церковь.
После третьего раздела Речи Посполитой (1795) Омеленец в составе Российской империи, принадлежал Брестскому уезду Гродненской губернии
В 1885 году в Омеленце было 90 дворов, 623 жителя, действовали православная церковь, народное училище, питейный дом. По переписи 1897 года село уже насчитывало 143 двора и 809 жителей. В 1906 году в селе возведена новая церковь, а из материалов старой церкви построена часовня на кладбище.
Согласно Рижскому мирному договору (1921) деревня вошла в состав межвоенной Польши, где принадлежала Брестскому повету Полесского воеводства. В 1923 году здесь проживало 213 жителей. В 1925 году сельская церковь полностью сгорела, на её место была перевезена деревянная церковь, которая ранее входила в комплекс монастыря св. Сергия и Германа у озера Белое. В 1930 году её освятили как Крестовоздвиженскую.
С 1939 года в составе БССР. Во время Великой Отечественной войны с июня 1941 по июль 1944 года деревня находилась под оккупацией, 6 мирных жителей расстреляно оккупантами, 28 сельчан погибли на фронтах.

## Достопримечательности
- Крестовоздвиженская церковь. Построена в конце XIX века из дерева в монастыре у озера Белое, в 1925 году перевезена в деревню Омельянец на место сгоревшей церкви. Памятник деревянного зодчества[4]. Церковь включена в Государственный список историко-культурных ценностей Республики Беларусь[5] —  Историко-культурная ценность Республики Беларусь, шифр 113Г000328

- Деревянная часовня на кладбище. Построена в 2009 году на месте старой часовни 1906 года.

## Галерея

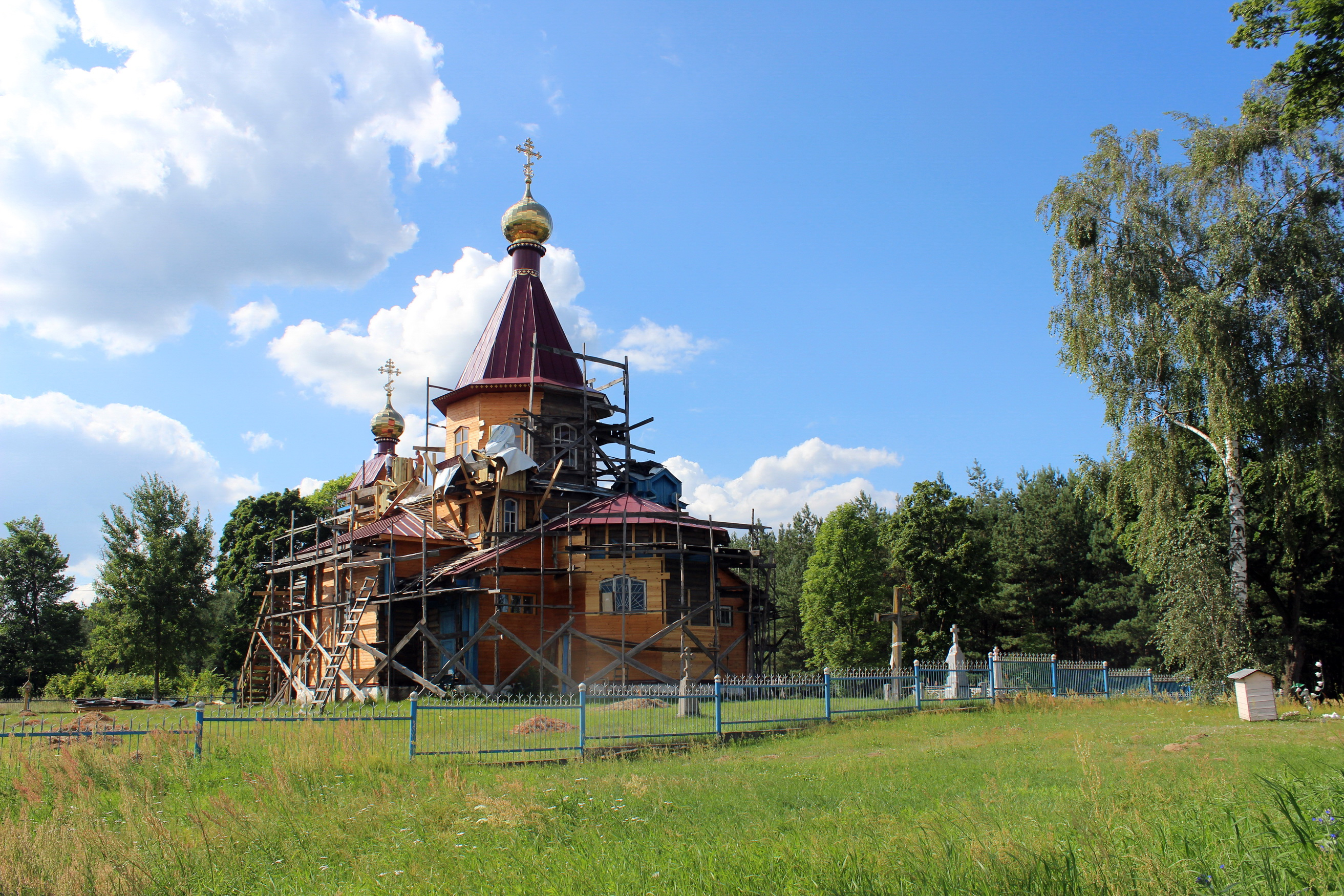
Крестовоздвиженская церковь